# Petr Kokeš
Petr Kokeš (* 4. března 1952) je bývalý český fotbalista, útočník.

## Fotbalová kariéra
V československé lize hrál za Frýdek-Místek a Vítkovice. V lize nastoupil ve 31 utkáních a dal 2 góly. V nižších soutěži hrál i za ŽD Bohumín.

## Ligová bilance
| Ročník                                   | Zápasy | Góly | Minuty | Klub             |
| ---------------------------------------- | ------ | ---- | ------ | ---------------- |
| 1. československá fotbalová liga 1976/77 | 20     | 1    | 1032   | VP Frýdek-Místek |
| Česká národní fotbalová liga 1978/79     | -      | -    | -      | TJ Vítkovice     |
| 1. československá fotbalová liga 1981/82 | 11     | 1    | 543    | TJ Vítkovice     |
| CELKEM 1. liga                           | 31     | 2    | 1575   |                  |